# 其實，我是最強的？
《其實，我是最強的？》是日本作家澄守彩創作的輕小說系列，由2018年9月1日起在成為小說家吧連載，2019年5月31日起經講談社發行實體書，高橋愛擔綱插圖。改編漫畫由2019年4月3日起開始在網上連載，由小說插畫師高橋愛繪畫。改編電視動畫由Staple Entertainment製作，於2023年7月至9月播放。
本作入圍2020年電子漫畫大賞（電子漫畫大獎）（みんなが選ぶ!!電子コミック大賞）輕小說部門提名名單。改編漫畫在2024「BookLive!讀者票選」的「讀者票選推薦最佳100部異世界漫畫」的排行榜中，位居少年漫畫·青年漫畫的第23名。

## 登場人物
哈魯特·澤菲斯（聲：村瀨步）
本作男主角。原本是为了躲避霸凌，从初三的秋天开始闭门不出长达五年的家里蹲少年，某日死在家里，转生到异世界成为了莱因哈特王国的王子。拥有女神赠与的最高1002级魔法等级的强大力量，成為最強的存在，但异世界的检测装置只能测出2位数的魔法等级，被误认为魔法等级过低而遭到遗弃。由泽菲斯边境伯爵抚养长大，把他們一家视为自己真正的亲人。
在異世界也過著家裡蹲的生活。但戰鬥的樣子被妹妹夏兒洛緹看到後，對方開始纏上自己，作為正義的夥伴與邪惡戰鬥。武鬥實力高強，不用魔法強化已經絲毫不輸養父泽菲斯，學習方面已經是優等生等級，但理論等等的知識比起妹妹夏兒洛緹略遜一籌，擅長古代魔法中的結界魔法，同時從結界魔法中創出了各種變化大幅度顛覆了世界的原理，憑藉著自身的強大天賦加上前世動漫的經驗做出了通信、轉移、重現屬性比率、隱藏屬性和複製人等等，幾乎可以說是國寶一樣的特殊魔法，但本人不想太過出名所以不想公布。
性格比較懶散，不喜歡工作，為了讓自己盡量減少工作量交際等等甚至製造出自己的分身，把所有麻煩事全部扔給分身或者底下的女僕處理，若是踐踏自己的底線(家人、夥伴)，則會發揮出恐怖的戰力輾壓一切，其自身的實力雖還未到頂峰甚至仍在成長中，但如今的實力評估已經達到當世最高峰的恐怖狀態。
哈魯特（分身）
修瓦
夏兒洛緹·澤菲斯（聲：種崎敦美）
哈魯特沒有血緣關係的妹妹。一开始因为害怕哈魯特身上庞大的魔力而与他保持距离，比吉賽洛緹擁有更大的魔法潛力，導致後者在年輕時就試圖謀害她。
后来遭盗贼袭击时被哈魯特救下，在瞭解到他的溫柔後開始有對兄長的尊敬之情。逐渐与其变得特别亲密，可以說是哈魯特打開人際關係的重要因素，同時也因此會稍微過度溺愛妹妹。天资聪颖，兩周的時間就能將日語掌握得差不多。魔法潜能也很高。透過哈魯特的魔法結界連上日本的網絡後，迷上了看日本動畫，成為了動畫宅。
但由於自身年齡還小，所以會做出不少出閣的事情，有時做事也比較粗心無法隱瞞秘密，例如被父母發現「逢魔的庭院」的存在，因此讓哈魯特和隨從麗莎相當擔心。憑藉自己的聰明才智，同時也想幫助正義夥伴的哥哥，在11歲就成功成為王立格蘭菲爾特特級魔法學院的學生，顛覆了學院最低年齡入學的紀錄。
在學術界有著特殊研究員「威斯˙奧爾」的隱藏身分，數年來不停地將從哈魯特學習到的魔法知識以論文的方式寄到王立格蘭菲爾特特級魔法學院，被學院稱之為最先進同時領先好幾個時代的技術，但因太過震撼所以被學院秘密隱藏，而威斯˙奧爾(白色貓頭鷹)真實身分只有哈魯特和提婭里艾塔知曉。
芙蕾（聲：清水彩香）
烈焰巨狼芬里爾。想要吞食哈魯特的魔力而接近襁褓中的他，后因其强大的实力而误以为他是魔王转世，发誓效忠成为了哈魯特的从者。为了照顾哈魯特变为人型，作为女仆在边境伯爵家工作。雖然作為芬里爾有著極高的能力，有著藉由破壞行為解決所有事情的傾向。實際上個性有些呆拙，也有善於照顧別人的一面，也會在魔物之間的騷動中幫忙仲裁，大多數魔物也會幫忙規劃至「逢魔的庭院」居住。
麗莎（聲：倉持若菜）
被哈魯特拯救的雪暴龙。三百年来都蜗居在洞穴里看书的家里蹲，成为哈魯特的从者后，与芙蕾一样作为女仆在边境伯爵家工作。整體實力稍微略遜於芙蕾，但在魔法應用、學習能力等等方面相當優秀，在「逢魔的庭院」性格比較理性，如果夏兒洛緹等人做出稍微亂來的行動的話，大多都是麗莎幫忙調解或是定期向哈魯特報告以防萬一。
伊里斯菲歷亞（聲：小清水亞美）
外表是個綁馬尾的白髮波霸少女。原是魔王的轉世，為了讓世界變得更美好而犧牲自己的生命。出生後不久父母和其他收養家庭認為她是惡魔，因為她很小的時候就喜歡說話和渴望權力，因此多次被拋棄。後來在修道院長大，長期生活在一個封閉的環境中，與周圍的人沒有任何互動，所以有天真的一面。哈魯特在王立格兰菲尔特特级魔法学院的同班同学，在那裡她很快就與哈魯特成為了朋友。
萊雅斯·奧爾提亞斯（聲：立花慎之介）
吉爾克國王和吉賽洛緹王后的兒子，哈魯特的胞弟。瑪莉安努同父異母的弟弟。最初給人的印像是傲慢、粗魯和驕傲。然而在輸給哈魯特之後，他對自己的能力進行訓練，以便有一天能夠擊敗兄長哈魯特。非常害怕他的母親，知道她不關心自己，出於恐懼而聽從她的命令。
瑪莉安努·奧爾提亞斯（聲：石見舞菜香）
吉爾克國王和前任王后的女兒。哈魯特和萊雅斯同父異母的姐姐。掌握了公主的常識和應有的行為，並且經常對萊雅斯保持警惕。非常關心哈魯特。
提婭里艾塔·盧塞揚涅爾（聲：久野美咲）
王立格蘭菲爾特特級魔法學院的女教授，外表是個長捲髮戴眼鏡的小蘿莉，鑽研古代魔法，周圍的人都叫她「提婭」。對哈魯特的能力感興趣。曾經以十三歲的年齡入學王立格蘭菲爾特特級魔法學院，是當初最低年齡入學的的高材生，直到夏兒洛緹入學後才將這個紀錄打破。
戈魯德·澤菲斯（聲：加藤將之）
哈魯特的養父，夏兒洛緹的生父。邊境伯爵，被稱為「震地的戰錘」，雖然他是皇室派系，但他對國王和王后僅僅因為魔法力量太少就拋棄他們的孩子的決定感到憤怒。因此偽造哈魯特被遺棄死亡的假象，實際上將他作為養子撫養長大。他還讓芙蕾擔任女僕，並歡迎兩人成為澤菲斯家族的一員。在他认识到哈鲁特的实力后，对哈鲁特期望极高，曾暗示希望哈鲁特能够当上国王，但哈鲁特卻誤會認為是希望夏兒洛緹當國王。
娜塔莉亞·澤菲斯（聲：後藤邑子）
哈魯特的養母，夏兒洛緹的生母。溫柔地歡迎被收養的哈魯特並努力撫養他。她擔心親生孩子夏兒洛緹和哈魯特之間的隔閡，並探索他們是否能夠像兄弟姐妹一樣和睦相處。
強尼（聲：神奈延年）
居住在「逢魔的庭院」的骷髏騎士。性格溫和，性格嚴肅。他以紳士的語氣和舉止而受到惡魔們的欽佩，但有一個缺點，就是一開口就停不下來。
小巨（聲：森永千才）
居住在「逢魔的庭院」的巨型傀儡。性格安靜善良，有一顆愛花的少女心。
奧拉托莉雅·貝爾卡姆（聲：甲斐田裕子）
王立格兰菲尔特特级魔法学院的女教授，專攻“屬性論”。
波爾科斯（聲：伊原正明）

修奈達爾·哈芬（聲：岡本信彥）
王立格兰菲尔特特级魔法学院的學生會副會長。自詡為公爵世子，對周圍的人態度霸道。
吉爾克·奧爾提亞斯（聲：森功至）
王国的國王。哈魯特、瑪莉安努和萊雅斯的親生父親。
吉賽洛緹·奧爾提亞斯（聲：小林優）
吉爾克國王的現任王后，哈魯特和萊雅斯的親生母親，瑪莉安努的繼母。因為曾經打敗過魔王，被稱為「閃光姬」。由於親生兒子哈魯特魔力低下（實際上能力非凡）而拋棄的無情女人。雖然身為王后，但她對自己的孩子、丈夫都沒有愛，一心只想著利用吉爾克來接管國家。得知夏兒洛緹具有極高的魔法潛力後，吉賽洛緹開始安排殺死她的機會，哈魯特與她對峙並展開戰鬥。最終哈魯特取得了勝利，並將奴隸項圈套在吉賽洛緹的脖子上，以此來教導她謙遜。然而這讓她更加痛苦和不穩定。
宮廷魔法師（聲：高橋伸也）
侍奉國王和王后的魔法師。吉爾克國王的命令是用推薦來檢查哈魯特的魔力量，但他判斷魔力只有2級。然而哈魯特的實際魔力高達1002，這個誤會導致了將擁有可怕魔力的嬰兒放歸野外的錯誤。
女神（聲：櫻井春名）
負責哈魯特前世轉生的女神，直接賦予哈魯特最高1002级魔法等级的罪魁禍首。但是性格太過離譜，忘記給哈魯特賦予屬性，且沒考慮到異世界的檢測裝置只能檢測兩位數，導致哈魯特一出生遭到遺棄，讓同僚的女神（聲：虎渡瑞季）感到無語。

## 出版書籍

### 小說
| 卷數 | 講談社        | 講談社                 |
| 卷數 | 發售日期      | ISBN                   |
| ---- | ------------- | ---------------------- |
| 1    | 2019年5月31日 | ISBN 978-4-06-516173-9 |
| 2    | 2019年10月3日 | ISBN 978-4-06-517915-4 |
| 3    | 2020年6月2日  | ISBN 978-4-06-519786-8 |
| 4    | 2021年1月4日  | ISBN 978-4-06-521534-0 |
| 5    | 2021年10月1日 | ISBN 978-4-06-525146-1 |
| 6    | 2023年7月1日  | ISBN 978-4-06-532784-5 |

### 漫畫
| 卷數 | 講談社        | 講談社                 |
| 卷數 | 發售日期      | ISBN                   |
| ---- | ------------- | ---------------------- |
| 1    | 2019年10月9日 | ISBN 978-4-06-517259-9 |
| 2    | 2020年3月9日  | ISBN 978-4-06-518762-3 |
| 3    | 2020年8月6日  | ISBN 978-4-06-520611-9 |
| 4    | 2020年12月9日 | ISBN 978-4-06-521575-3 |
| 5    | 2021年5月7日  | ISBN 978-4-06-523084-8 |
| 6    | 2021年11月9日 | ISBN 978-4-06-525739-5 |
| 7    | 2022年9月8日  | ISBN 978-4-06-528882-5 |
| 8    | 2023年2月9日  | ISBN 978-4-06-530762-5 |
| 9    | 2023年6月8日  | ISBN 978-4-06-531970-3 |
| 10   | 2023年8月8日  | ISBN 978-4-06-532469-1 |
| 11   | 2023年12月7日 | ISBN 978-4-06-533871-1 |
| 12   | 2024年4月9日  | ISBN 978-4-06-535097-3 |
| 13   | 2024年7月9日  | ISBN 978-4-06-535996-9 |
| 14   | 2024年11月8日 | ISBN 978-4-06-537405-4 |
| 15   | 2025年2月7日  | ISBN 978-4-06-538356-8 |
| 16   | 2025年6月9日  | ISBN 978-4-06-539693-3 |

## 電視動畫
2022年9月7日，宣佈獲改編2023年首播的電視動畫，於	2023年7月至9月播放。

### 製作人員
- 原作：澄守彩
- 導演：直谷隆
- 系列構成：高橋龍也
- 人物設定：安田祥子
- 動畫製作：Staple Entertainment

### 主題曲
片頭曲Reset Life?
主唱、作詞：Lezel，作曲、編曲：夏目縋
片尾曲
主唱：Star★Shiμʼne!!!，作詞：Kano Suenaga，作曲、編曲：岩橋星實（Elements Garden）

### 各話列表
| 話數   | 日文標題 | 中文標題           | 劇本     | 分鏡     | 演出     | 作畫監督                                           | 總作畫監督          | 首播日期      |
| ------ | -------- | ------------------ | -------- | -------- | -------- | -------------------------------------------------- | ------------------- | ------------- |
| 第1話  |          | 轉生後從谷底開始   | 高橋龍也 | 直谷隆   | 淺見松雄 | 青野厚司、森悦史                                   | 小林利充、 安田祥子 | 2023年 7月2日 |
| 第2話  |          | 我被夏兒討厭了     | 高橋龍也 | 西田正義 | 淺見松雄 | 扇多惠子、吉岡勝                                   | 安田祥子            | 7月9日        |
| 第3話  |          | 夏兒親近我了       | 山田哲彌 | 西田正義 | 中村良   | 大塚八愛、南伸一郎、 菊池一真、鐮田均              | 小美戶幸代          | 7月16日       |
| 第4話  |          | 我發飆了           | 山田哲彌 | 直谷隆   | 淺見松雄 | 森悅史、青野厚司、 飯飼一幸                        | 安田祥子            | 7月30日       |
| 第5話  |          | 世界最強           | 高橋龍也 | 西田正義 | 淺見松雄 | 扇多惠子、吉岡勝、 鐮田均、岡田雅人                | 小林利充            | 8月6日        |
| 第6話  |          | 必須找隨從…！      | 山田哲彌 | 祝浩司   | 中村良   | 立石聖、池田佳織、 櫻井拓郎                        | 立石聖、 中曾根詩織 | 8月20日       |
| 第7話  |          | 圓桌會議           | 髙橋龍也 | 西田正義 | 浅見松雄 | 南伸一郎、森悦史、 大塚八愛、池田佳織              | 小美戶幸代          | 8月27日       |
| 第8話  |          | 新的相遇           | 山田哲彌 | 直谷隆   | 浅見松雄 | 青野厚司、飯飼一幸、 岡田雅人、菊池一真            | 安田祥子            | 9月3日        |
| 第9話  |          | 開學典禮的糾紛     | 髙橋龍也 | 祝浩司   | 中村良   | 櫻井拓郎、扇多惠子、 吉岡勝、内野明雄              | 扇多惠子            | 9月10日       |
| 第10話 |          | 魔王之名           | 髙橋龍也 | 山崎千繪 | 山崎千繪 | 中曾根詩織、森悦史、 山崎千繪、齊藤香織、 飯飼一幸 | 小林利充            | 9月17日       |
| 第11話 |          | 被各式各樣的人纏上 | 髙橋龍也 | 西田正義 | 淺見松雄 | 大塚八愛、菊池一真、 飯飼一幸、池田佳織、 岡田雅人 | 小美戶幸代          | 9月24日       |
| 第12話 |          | 不錯的夜晚         | 髙橋龍也 | 直谷隆   | 中村良   | 吉岡勝、青野厚司、 櫻井拓郎、内野明雄、 森悦史     | 安田祥子            | 10月1日       |

### 播映平台
| 播映地區         | 播映平台                 | 播映日期               | 播映時間              | 備註     |
| ---------------- | ------------------------ | ---------------------- | --------------------- | -------- |
| 香港、澳門、臺灣 | bilibili                 | 2023年7月2日－10月1日  | 星期日 02:00（UTC+8） | [ 7 ]    |
| 臺灣             | 巴哈姆特動畫瘋           | 2023年7月18日－10月1日 | 星期日 02:00（UTC+8） | [ 註 4 ] |
| 臺灣             | KKTV                     | 2023年7月18日－10月1日 | 星期日 02:00（UTC+8） | [ 註 4 ] |
| 臺灣             | Hami Video               | 2023年7月18日－10月1日 | 星期日 02:00（UTC+8） | [ 註 4 ] |
| 臺灣             | 中華電信MOD              | 2023年7月18日－10月1日 | 星期日 02:00（UTC+8） | [ 註 4 ] |
| 臺灣             | friDay影音               | 2023年7月18日－10月1日 | 星期日 02:00（UTC+8） | [ 註 4 ] |
| 臺灣             | MyVideo                  | 2023年7月18日－10月1日 | 星期日 02:00（UTC+8） | [ 註 4 ] |
| 臺灣             | LINE TV                  | 2023年7月18日－10月1日 | 星期日 02:00（UTC+8） | [ 註 4 ] |
| 臺灣             | CATCHPLAY+               | 2023年7月18日－10月1日 | 星期日 02:00（UTC+8） | [ 註 4 ] |
| 臺灣             | LiTV、Ofiii              | 2023年7月18日－10月1日 | 星期日 02:00（UTC+8） | [ 註 4 ] |
| 臺灣             | Ani-One 中文官方動畫頻道 | 2023年7月18日－10月1日 | 星期日 02:00（UTC+8） | [ 註 4 ] |

## 外部連結
- 成為小說家吧官方網站（日語）
- 漫畫連載網站（日語）
- 電視動畫官方網站（日語）
- 《其實，我是最強的？》的X（前Twitter）（日語）